# Max Erwin von Scheubner-Richter
Ludwig Maximilian de Erwin von Scheubner-Richter ou Max Scheubner-Richter, nascido Ludwig Maximilian Erwin Richter (21 de janeiro de 1884 – 9 de novembro de 1923) foi um dos primeiros membros do Partido Nacional Socialista dos Trabalhadores Alemães. Juntamente com Alfred Rosenberg, ele concebeu o plano de unidade do governo alemão para a revolução através do Beer Hall Putsch. Durante o Golpe, ele sofreu um tiro no pulmão e morreu instantaneamente, ao mesmo tempo, deslocando o ombro direito de Adolf Hitler.

## Primeiros anos
Scheubner-Richter foi um Báltico alemão nascido em Riga, Livónia e viveu grande parte de sua vida no Império russo. Durante a Revolução russa de 1905, ele pertencia a um dos exércitos privados que lutavam contra os revolucionários. Ele se casou com a filha de um fabricante cuja fábrica ele tinha guardado. O 'Scheubner" em seu sobrenome era o prefixo para o do nome da família de sua esposa: uma velha família alemã de linhagem nobres.

## Primeira guerra mundial e o Genocídio armênio
Durante a Primeira Guerra Mundial, ele serviu ao Império Otomano, como o alemão,  vice-cônsul de Erzerum. Além de possuir este posto, Scheubner-Richter documentou o massacre dos Armênios pelos turcos como parte do Genocídio armênio. Max Erwin von Scheubner-Richter é considerado um dos mais proeminentes indivíduos contra as deportações e subsequente massacres de Armênios. Scheubner-Richter acreditava que as deportações foram baseadas em "ódio racial" e que ninguém podia sobreviver a esta viagem. Ele concluiu que as deportações eram uma política de "aniquilação".

## Revolução Russa
Após a guerra, ele se envolveu na contra-revolução russa. 

## Alemanha (1918-1923): Atividades Nazi
Scheubner-Richter se mudou para a Alemanha da Rússia, juntamente com Alfred Rosenberg, em 1918. Ele era o líder do Aufbau Vereinigung, uma organização conspiratória, composta de emigrantes do Movimento Branco e völkisch do Nacional Socialistas Alemãs.
No final de setembro de 1923, Scheubner-Richter veio a Hitler com um longo plano para a revolução, escrito: "A revolução nacional não deve preceder a tomada do poder político; a apreensão do estado pelo poder da polícia constitui a promessa para a revolução nacional" e "impor as mãos sobre o estado pelo poder da polícia de uma forma é, pelo menos aparentemente legal".
Durante o golpe da Cervejaria, andando de braços dados com Hitler, ele levou um tiro no pulmão e morreu instantaneamente, como Hitler e outros marcharam em direção a guardas armados em 9 de novembro de 1923. Ele tinha levado Hitler para baixo e deslocou o ombro direito de Hitler, quando ele caiu. Ele foi o único da primeira frente de líderes Nazistas a morrer durante o Putsch. De todos os primeiros membros do partido que morreu no Golpe, Adolf Hitler afirmou que Scheubner-Richter foi a única "perda insubstituível". A primeira parte do livro Mein Kampf de Hitler é dedicada a Scheubner-Richter e os outros quinze homens que morreram no golpe.